# 小坂菜緒

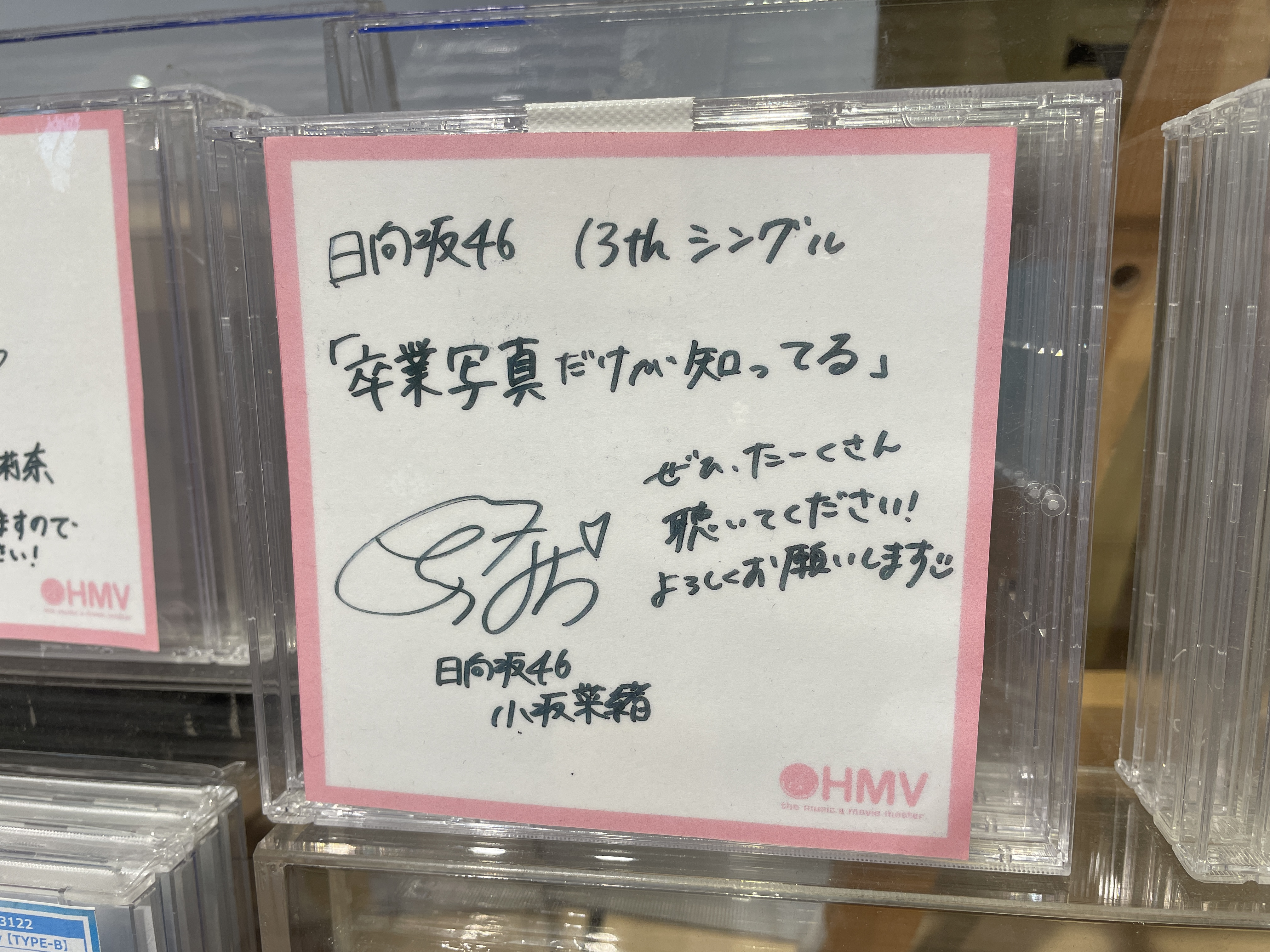
小坂菜緒的簽名

小坂菜緒（日语：／ Kosaka Nao */?，2002年9月7日—）是日本偶像藝人，為女子偶像組合日向坂46成員，大阪府出身，所屬經紀公司為Seed & Flower。曾是時尚雜誌《Seventeen》專屬模特兒，現為時尚雜誌《non-no》專屬模特兒。日向坂46出道以來連續4張單曲，均由其擔任Center（中心成員）。

## 經歷
2017年8月13日，小坂通過平假名櫸坂46追加成員徵選，並於15日首次披露。12月1日，獲新聞網站modelpress選為預測將會在2018年爆紅的偶像。12月12日，於千葉縣幕張展覽館舉行的「平假名櫸坂46 平假名全國巡演2017 FINAL!」中首次公開亮相。
2018年3月，從中學畢業後，升讀高中。同月7日發行的櫸坂46第6張單曲《打破玻璃！》的收錄曲《一半的記憶》中首次擔任歌曲的Center。5月19日，她出席了時尚秀Girls Award，這是她首次在時尚秀舞台上走台步。5月22日，成為時尚雜誌《Seventeen》的專屬模特兒，這是繼乃木坂46成員久保史緒里以來，第二名坂道系列成員擔任該雜誌專屬模特兒，與此同時也是平假名櫸坂46首位擔任時尚雜誌模特兒的成員。6月13日，在文化放送節目《RECOMMEN!》每年一度舉行的「女性偶像只看樣貌總選舉」中，獲選為第19位，是唯一入選的平假名櫸坂46成員。8月1日，與成員佐佐木久美、櫸坂46成員菅井友香、土生瑞穗一同出席了便利店羅森的宣傳活動。9月1日，與成員佐佐木久美首次出席了時尚秀東京女孩展演。9月11日，平假名櫸坂46獲任命為集英社的線上漫畫免費試看推廣活動—秋天的線上漫畫祭「秋漫!!2018」的推廣女孩，小坂與成員佐佐木久美、高本彩花、松田好花和宮田愛萌一同出演了活動的電視廣告。9月13日，與成員齊藤京子、櫸坂46成員小林由依、土生瑞穗、乃木坂46成員秋元真夏和山下美月一同出席了線上直播平台SHOWROOM的特別節目《殘美計劃 舞台劇出演員發表特輯！》。11月20日，她與成員柿崎芽實、渡邊美穗、加藤史帆、齊藤京子和佐佐木美玲出演了咖喱飯連鎖餐廳CoCo壹番屋咖喱的電視廣告。
2019年1月7日，modelpress預測將會爆紅的10代模特兒是小坂、橫田真悠以及伊藤桃桃。2月11日，平假名櫸坂46在SHOWROOM直播上宣布發行首張單曲的消息、並由營運方突襲宣佈更改團名為日向坂46，包括了小坂在內的6名成員出席了直播節目與結束後的記者會。3月4日，在《平假名推》中獲宣布為首張單曲《心動了》的Center（中心成員）。6月3日，獲選主演電影《恐怖人形》，這是她首次出演及主演電影，男主角則是萩原利久。同日，她單獨出席了在東京澀谷站舉行的「痴漢被害防止推廣活動」。6月11日，她在第2張單曲《Do Re Mi Sol La Si Do》再度獲任命為Center。此後的兩張日向坂46單曲，亦由小坂擔任Center，至第5張單曲更換Center為加藤史帆為止。
2021年3月，從高中畢業。4月2日，首個個人冠名廣播節目《星之勇者鬥惡龍呈獻 日向坂46小坂菜緒的「小坂yu廣播」》開始播出。4月8日，獲任命為將於7月17日至9月12日在Pacifico橫濱舉行的「Sony presents Dino Science 恐龍科學博覽會 ～拉拉米迪亞大陸的恐龍故事～」（Sony presents Dino Science 恐竜科学博覧会 ～ララミディア大陸の恐竜物語～）的官方大使。6月26日，日向坂46營運方宣布小坂因身體不適，即日起暫停以日向坂46的活動，以專心休養。6月29日，發行首本個人寫真集《你是誰？》（君は誰？）。初版發行15萬本，因反應熱烈，在出版前再版2萬本，並在出版後立即預定再加印1萬本，合共發行18萬本。在當年的Oricon公信榜寫真集年榜上，以約16.7萬本的銷量獲得該榜第1位。
2022年3月4日，小坂在個人部落格中宣布回歸日向坂46的活動。3月31日，獲宣布擔任日向坂46第7張單曲《我這種人》的Center，也是時隔3作再次擔任日向坂46單曲的Center。6月13日，宣布擔任「#以值得推崇的自己去見面」（#推せる自分で会いに行こう）計畫（Fine Today 資生堂）的代言人。
2023年10月6日，開始在廣播節目《SONYSONPO QUEST FOR THE FUTURE》（J-WAVE）擔任主持人。
2024年1月7日，開始在NHK大河劇《致光之君》中飾演齋院中將，也是首次出演大河劇。11月15日發行的《Seventeen》秋冬号後，自擔任約六年半的雜誌專屬模特兒畢業。12月2日，獲宣布擔任日向坂46第13張單曲《只有畢業照才知道》的Center，時隔6作再次擔任。
2025年3月7日，宣布擔任集英社旗下時尚雜誌《non-no》的專屬模特兒，並於同月19日發行的《non-no》5月号開始登場。

## 人物
小坂的暱稱Kosakana（こさかな）由同團成員佐佐木久美命名，在日語中有小魚的意思，而她本人也愛去水族館，曾經去過墨田水族館和太陽城水族館，亦愛吃遠東多線魚。另一暱稱Naotetsu（なおてつ）則是由成員渡邊美穗命名。在團內的Catch Phrase（自我介紹詞）是「大阪、小坂、日向坂，在這三條坂上全力奔跑！」（大阪、小坂、日向坂、三本坂を全力で駆け上がります！）。
小坂成為偶像藝人的契機，最早是在小學生的時候迷上了AKB48，後來開始喜歡乃木坂46，從而知道櫸坂46的存在，及後其友人邀請她去平假名櫸坂46的全國巡演，當時她也只是認識長濱禰留，但是觀看巡演後被她們的魅力所吸引，想在同一舞台上演出而報名參加了徵選。
小坂的興趣是閱讀，曾在節目上提及喜愛湊佳苗的小說，也喜歡製作甜品，經常自製巧克力蛋糕，而喜歡的科目是生物，不擅長的科目是化學，中學時是排球部。另外，她每天起床後也會先聽乃木坂46的《赤腳Summer》，再聽櫸坂46的《世界上只有愛》。
小坂與團內同期的金村美玖要好，兩人經常以自取的組合名「NaoMiku」（なおみく）。
小坂在日向坂46的冠名節目《在日向坂見面吧》上，與同團成員高本彩花被戲稱為主持人之一的若林正恭「偏心」（贔屓）的對象，成為節目的常用梗。

## 演唱歌曲
標註「★」符號者，表示該首歌曲有拍攝MV。

### 單曲選拔樂曲
日向坂46
|      | 發行日期       | 單曲名稱              | 參與歌曲名稱              | 名義            | 收錄於 | MV | 備註                     |
| ---- | -------------- | --------------------- | ------------------------- | --------------- | ------ | -- | ------------------------ |
| 1st  | 2019年03月27日 | 心動了                | 心動了                    |                 | 全版本 | ★  | A面曲 首次擔任單曲Center |
| 1st  | 2019年03月27日 | 心動了                | JOYFUL LOVE               |                 | 全版本 | ★  | Center                   |
| 1st  | 2019年03月27日 | 心動了                | Footsteps                 | 淺草姊妹        | Type-B | ★  |                          |
| 1st  | 2019年03月27日 | 心動了                | 悸動草                    |                 | Type-C | ★  | Center                   |
| 1st  | 2019年03月27日 | 心動了                | 如果沉默是愛              | （2期生）       | 通常盤 |    | Center                   |
| 2nd  | 2019年07月17日 | Do Re Mi Sol La Si Do | Do Re Mi Sol La Si Do     |                 | 全版本 | ★  | A面曲 Center             |
| 2nd  | 2019年07月17日 | Do Re Mi Sol La Si Do | 狐狸                      |                 | 全版本 | ★  | Center                   |
| 2nd  | 2019年07月17日 | Do Re Mi Sol La Si Do | Dash&Rush                 | （2期生&3期生） | 通常盤 |    |                          |
| 3rd  | 2019年10月02日 | 如此喜歡你可以嗎？    | 如此喜歡你可以嗎？        |                 | 全版本 | ★  | A面曲 Center             |
| 3rd  | 2019年10月02日 | 如此喜歡你可以嗎？    | 真正的時間                |                 | 全版本 | ★  | Center                   |
| 3rd  | 2019年10月02日 | 如此喜歡你可以嗎？    | 川流不止息                |                 | 通常盤 |    |                          |
| 4th  | 2020年02月19日 | 才沒這回事呢          | 才沒這回事呢              |                 | 全版本 | ★  | A面曲 Center             |
| 4th  | 2020年02月19日 | 才沒這回事呢          | 青春之馬                  |                 | 全版本 | ★  | Center                   |
| 4th  | 2020年02月19日 | 才沒這回事呢          | 即使不開窗                |                 | Type-B | ★  | Center                   |
| 4th  | 2020年02月19日 | 才沒這回事呢          | 我能為你做些什麼呢        | （2期生&3期生） | 通常盤 |    |                          |
| 5th  | 2021年05月26日 | 只有你最強            | 只有你最強                |                 | 全版本 | ★  | A面曲                    |
| 5th  | 2021年05月26日 | 只有你最強            | 聲音的足跡                |                 | 全版本 | ★  |                          |
| 5th  | 2021年05月26日 | 只有你最強            | 世界充滿了Thank you!      | （2期生）       | Type-D | ★  | Center                   |
| 5th  | 2021年05月26日 | 只有你最強            | 巨大的夢想壓垮了我        |                 | 通常盤 |    |                          |
| 7th  | 2022年06月01日 | 我這種人              | 我這種人                  |                 | 全版本 | ★  | A面曲 Center             |
| 7th  | 2022年06月01日 | 我這種人              | 飛機雲的形成理由          |                 | 全版本 | ★  | Center                   |
| 7th  | 2022年06月01日 | 我這種人              | 無法再如此喜歡你          | 2002年組        | Type-A |    |                          |
| 7th  | 2022年06月01日 | 我這種人              | 戀愛中的魚在空中飛翔      | （2期生）       | Type-D | ★  |                          |
| 7th  | 2022年06月01日 | 我這種人              | 不知不覺被愛著            |                 | 通常盤 |    | Center                   |
| 8th  | 2022年10月26日 | 星月共舞的Midnight    | 星月共舞的Midnight        |                 | 全版本 | ★  | A面曲                    |
| 8th  | 2022年10月26日 | 星月共舞的Midnight    | HEY！OHISAMA！            |                 | 全版本 |    |                          |
| 8th  | 2022年10月26日 | 星月共舞的Midnight    | 一生一次的夏天            |                 | 通常盤 |    |                          |
| 9th  | 2023年04月19日 | One choice            | One choice                |                 | 全版本 | ★  | A面曲                    |
| 9th  | 2023年04月19日 | One choice            | 戀愛逃之夭夭              |                 | 全版本 | ★  |                          |
| 9th  | 2023年04月19日 | One choice            | You're in my way          | （2期生）       | Type-B |    |                          |
| 9th  | 2023年04月19日 | One choice            | 朋友啊 是夜空中第一顆星星 |                 | 通常盤 | ★  |                          |
| 10th | 2023年07月26日 | Am I ready?           | Am I ready?               |                 | 全版本 | ★  | A面曲                    |
| 10th | 2023年07月26日 | Am I ready?           | 接觸與感情                |                 | Type-A |    |                          |
| 10th | 2023年07月26日 | Am I ready?           | 你會倒立嗎？              | （2期生）       | Type-C |    |                          |
| 10th | 2023年07月26日 | Am I ready?           | 玻璃窗髒了                |                 | 通常盤 | ★  |                          |
| 11th | 2024年05月08日 | 你是蜜瓜              | 你是蜜瓜                  |                 | 全版本 | ★  | A面曲                    |
| 11th | 2024年05月08日 | 你是蜜瓜              | 破曉的速度                |                 | Type-C |    |                          |
| 11th | 2024年05月08日 | 你是蜜瓜              | 緊隨我後                  |                 | 通常盤 | ★  |                          |
| 12th | 2024年09月18日 | 絕對第六感            | 絕對第六感                |                 | 全版本 | ★  | A面曲                    |
| 12th | 2024年09月18日 | 絕對第六感            | 永遠的蘇菲亞              |                 | Type-A |    |                          |
| 13th | 2025年01月29日 | 只有畢業照才知道      | 只有畢業照才知道          |                 | 全版本 | ★  | A面曲 Center             |
| 13th | 2025年01月29日 | 只有畢業照才知道      | 孤獨的人們啊              |                 | Type-A |    | Center                   |
| 13th | 2025年01月29日 | 只有畢業照才知道      | 等待43年的可樂餅          |                 | Type-C |    |                          |
| 14th | 2025年05月21日 | Love yourself!        | Love yourself!            |                 | 全版本 | ★  | A面曲 Center             |
| 14th | 2025年05月21日 | Love yourself!        | You are forever           |                 | Type-A |    |                          |
| 14th | 2025年05月21日 | Love yourself!        | 搞砸了                    |                 | Type-B |    |                          |
| 14th | 2025年05月21日 | Love yourself!        | 海風與任性                |                 | 通常盤 | ★  |                          |

平假名櫸坂46
| 發行日期        | 歌名                 | 名義                | 收錄於                     | MV | 備註               |
| --------------- | -------------------- | ------------------- | -------------------------- | -- | ------------------ |
| 2017年010月25日 | NO WAR in the future | 平假名櫸坂46        | 櫸坂46《就算風吹》Type-B   |    |                    |
| 2018年03月07日  | 一半的記憶           | 平假名櫸坂46第2期生 | 櫸坂46《打破玻璃！》通常盤 |    | 首次擔任歌曲Center |
| 2018年08月15日  | 快樂氛圍             | 平假名櫸坂46        | 櫸坂46《矛盾心理》Type-B   | ★  |                    |
| 2019年02月27日  | 想對你說的話         | 平假名櫸坂46        | 櫸坂46《黑羊》全版本       | ★  | Center             |
| 2019年02月27日  | 擁抱你               | 平假名櫸坂46        | 櫸坂46《黑羊》Type-B       |    | Center             |

坂道AKB
| 發行日期       | 歌名     | 名義    | 收錄於                        | MV | 備註 |
| -------------- | -------- | ------- | ----------------------------- | -- | ---- |
| 2019年03月13日 | 初戀之門 | 坂道AKB | AKB48《回憶上心頭DAYS》Type-B | ★  |      |

### 專輯選拔樂曲
日向坂46
|     | 發行日期       | 專輯名稱   | 參與歌曲名稱              | 名義      | 收錄於         | 備註 |
| --- | -------------- | ---------- | ------------------------- | --------- | -------------- | ---- |
| 1st | 2020年09月23日 | HINATAZAKA | 心機小可愛                |           | 全版本         | ★    |
| 1st | 2020年09月23日 | HINATAZAKA | 跳得比誰都還高！2020      |           | Type-A         |      |
| 1st | 2020年09月23日 | HINATAZAKA | 日向坂                    |           | Type-A         |      |
| 1st | 2020年09月23日 | HINATAZAKA | NO WAR in the future 2020 |           | Type-B         |      |
| 1st | 2020年09月23日 | HINATAZAKA | 不顧一切地                |           | Type-B         |      |
| 1st | 2020年09月23日 | HINATAZAKA | My fans                   |           | Type-B         |      |
| 1st | 2020年09月23日 | HINATAZAKA | See Through               | 通常盤    | 與金村美玖合唱 |      |
| 1st | 2020年09月23日 | HINATAZAKA | 約定之卵 2020             |           | 通常盤         |      |
| 2nd | 2023年11月08日 | 脈動的感情 | 你從零變為一吧            |           | 全版本         | ★    |
| 2nd | 2023年11月08日 | 脈動的感情 | 自動販賣機和主體性        | （2期生） | Type-B         |      |

平假名櫸坂46
|     | 發行日期       | 專輯名稱   | 參與歌曲名稱         | 名義      | 收錄於 | 備註                            |
| --- | -------------- | ---------- | -------------------- | --------- | ------ | ------------------------------- |
| 1st | 2018年06月20日 | 起跑的瞬間 | 沒有期待的自己       |           | 全版本 | ★                               |
| 1st | 2018年06月20日 | 起跑的瞬間 | 不成熟的憤怒         | （2期生） | Type-A |                                 |
| 1st | 2018年06月20日 | 起跑的瞬間 | 約定之卵             |           | Type-A |                                 |
| 1st | 2018年06月20日 | 起跑的瞬間 | 想要變漂亮           |           | Type-B | 與丹生明里、渡邊美穗合唱 Center |
| 1st | 2018年06月20日 | 起跑的瞬間 | 衝往最前排           | （2期生） | Type-B | Center                          |
| 1st | 2018年06月20日 | 起跑的瞬間 | 像車輪摩擦般哭泣的你 |           | Type-B |                                 |
| 1st | 2018年06月20日 | 起跑的瞬間 | 平假名的戀愛         |           | 通常盤 |                                 |

## 演出

### 電視劇
- DASADA系列（日本電視台）：飾演 佐田尤里亞（佐田ゆりあ）[65]
  - DASADA（2020年1月16日－3月19日）[66]
  - DASADA ～迎向未來的倒數計時～ （2020年7月2日－9月10日）[67]
- NHK大河劇 致光之君 第35集（2024年9月15日，NHK）：飾演 齋院中將[68]

### 舞台劇
- AYUMI（2018年4月20日－5月6日，東京AiiA劇場）- 響板隊[69]
- 殘美（2018年11月16日－11月25日，TOKYO DOME CITY HALL） ：飾演 飯野由香里（TEAM RED）[18]

### 電影
- 恐怖人形（日语：恐怖人形）（2019年11月15日，Kiguu） ：飾演 平井由梨（主演）[24]
- 日之丸魂 〜舞台裡的英雄們〜（2021年6月18日，東寶）：飾演 小林賀子[70][71][72]
- 全部 of 東京（日语：ゼンブ・オブ・トーキョー）（2024年10月25日，GAGA（日语：ギャガ））：飾演 有川凛[73]

### 廣播節目
- 星之勇者鬥惡龍呈獻 日向坂46小坂菜緒的「小坂yu廣播」（日语：星のドラゴンクエスト presents 日向坂46 小坂菜緒の「小坂なラジオ」）（；2021年4月2日－10月29日，FM東京）- 主持人[29]
- SONYSONPO QUEST FOR THE FUTURE（日语：QUEST FOR THE FUTURE）（2023年10月7日－，J-WAVE）- 主持人[44]

### MV
- Thinking Dogs《SPIRAL》（2019年10月25日，Sony Records）[74][75]

### 網絡節目
- 關西電力 Web 影片「為了冬季電力能做的事。」
  - 第1次線上課程：「能源 MIX 百匯!?」篇、「母親寄來的偶然 MIX!?」篇（2022年10月31日，YouTube）[76]
  - 第2次線上課程：「害羞的零碳排!?」篇、「用虛擬背景神躲避!?」篇（2022年11月1日，YouTube）[76]

### 廣告
- 索尼損害保險
  - 汽车保险 ×「Sony presents DinoScience 恐龙科学博 ～拉拉米迪亚大陆的恐龙故事～」合作广告「驾车约会的约定」篇（2021年7月12日—）[77]
  - 「朝から魔法をかけてくる娘」篇（2022年5月30日—）[78]
  - 「根拠のない自信を見せる妹」篇（2022年6月6日—）[78]
  - 「朝から困らせてくる娘」篇（2022年6月13日—）[78]
  - 「なんでもソニー損保に結びつけてくる後輩」篇（2022年6月20日—）[78]
  - 「安心した瞬間」篇（2024年4月21日—）[79]
  - 「見返す」篇（2024年4月21日—）[80]
  - 「事故受付～解決まで」篇（2024年10月28日—）[81]
  - 「提携修理工場」篇（2024年1月6日—）- 與內田有紀共演[82]
  - 「ソニー損保検討中　GOOD DRIVEアプリ&キャッシュバックプラン」篇（2024年1月14日—）- 與齋藤飛鳥共演[83]
  - 「ソニー損保検討中　弁護士特約」篇（2024年1月27日—）-與齋藤飛鳥共演[84]
- 日向坂46新成員徵選 小坂菜緒 篇（2022年3月14日—）[85]
- Fine Today 資生堂「#以值得推崇的自己去見面」项目概念影片（2022年6月—）[43]
- 關西電力集團（2022年10月15日—）
  - 「阿部教授の冬支度」篇、「教授 冬の電力を考える」篇（2022年10月15日—）[86][87]
  - 「CO2を減らすために」篇、「すすめ、ゼロカーボン!」篇（2023年1月28日—）[88][89]
  - 「灯る青春」篇（2023年9月30日—）[90]
  - 「祖母のひとり暮らし」篇（2024年8月14日—）[91]

### 活動
- GirlsAward
  - Rakuten GirlsAward 2018 SPRING / SUMMER（2018年5月19日，幕張展覽館）[11]
  - Rakuten GirlsAward 2018 AUTUMN / WINTER（2018年9月16日，幕張展覽館）[92]
  - Rakuten GirlsAward 2019 SPRING / SUMMER（2019年5月18日，幕張展覽館）[93]
  - Rakuten GirlsAward 2019 AUTUMN / WINTER（2019年9月28日，幕張展覽館）[94]
  - Rakuten GirlsAward 2023 SPRING / SUMMER（2023年5月4日，國立代代木競技場第一体育館）[95]
  - Rakuten GirlsAward 2023 AUTUMN / WINTER（2023年9月30日，幕張展覽館）[96]
  - Rakuten GirlsAward 2024 SPRING / SUMMER（2024年5月3日，国立代代木競技場第一体育館）[97]
  - Rakuten GirlsAward 2024 AUTUMN/WINTER（2024年10月19日，幕張展覽館）[98]
- 東京女孩展演
  - Mynavi presents 第27回 Tokyo Girls Collection 2018 AUTUMN / WINTER（2018年9月1日，埼玉超級競技場）[99]
  - TGC KITAKYUSHU 2018 by TOKYO GIRLS COLLECTION（2018年10月6日，西日本綜合展示場）[100]
  - SDGs推進 TGC 靜岡 2019 by TOKYO GIRLS COLLECTION（2019年1月12日，Twin Messe靜岡）[101]
  - Mynavi presents 第28回 Tokyo Girls Collection 2019 SPRING / SUMMER（2019年3月30日，橫濱體育館）[102]
  - TGC KUMAMOTO 2019 by TOKYO GIRLS COLLECTION（2019年4月20日，Grand Messe熊本）[103]
  - Mynavi presents 第29回 Tokyo Girls Collection 2019 AUTUMN / WINTER（2019年9月7日，埼玉超級競技場）[104]
  - TGC KITAKYUSHU 2019 by TOKYO GIRLS COLLECTION（2019年10月5日，西日本綜合展示場）[105]
  - SDGs推進 TGC 靜岡 2020 by TOKYO GIRLS COLLECTION（2020年1月11日，Twin Messe靜岡）[106]
  - 第30回 Mynavi Tokyo Girls Collection 2020 SPRING / SUMMER（2020年2月29日，網絡直播）[107]
  - 第31回 Mynavi Tokyo Girls Collection 2020 AUTUMN / WINTER ONLINE（2020年9月5日，網絡直播）[108]
  - 第32回 Mynavi Tokyo Girls Collection 2021 SPRING / SUMMER（2021年2月28日，網絡直播）[109]
  - 第35回 Mynavi Tokyo Girls Collection 2022 AUTUMN / WINTER（2022年9月3日，埼玉超級競技場）[110]
  - 第36回 Mynavi Tokyo Girls Collection 2023 SPRING / SUMMER（2023年3月4日，国立代代木競技場第一体育館）[111]
  - 第37回 Mynavi Tokyo Girls Collection 2023 AUTUMN / WINTER（2023年9月2日，埼玉超級競技場）[112]
  - 第38回 Mynavi Tokyo Girls Collection 2024 SPRING / SUMMER（2024年3月2日，国立代代木競技場第一体育館）[113]
  - CREATEs presents IDOL RUNWAY COLLECTION 2025 Supported by TGC（2025年3月2日，国立代代木競技場第一体育館）[114][115]

## 書籍

### 漫畫
- げんさく ひなたざか（作畫：赤坂明，《週刊Young Jump》2021年17号）[116]

### 寫真集
- 你是誰？（君は誰？；2021年6月29日，集英社）[117][118]

### 雜誌連載
- Seventeen（2018年6月1日－2024年11月15日，集英社）- 專屬模特兒[13][49]
- non-no（2025年3月19日－，集英社）- 專屬模特兒[51]

### 文獻
1. 1 2 3  . 日向坂46官方網站. Seed & Flower合同會社.   [2025-02-06]. （原始内容存档于2023-09-02） （日语）.
2. ↑  . Seventeen. 集英社.   [2023-10-22]. （原始内容存档于2024-09-26） （日语）.
3. ↑  . non-no. 集英社. 2025-03-07  [2025-03-07] （日语）.
4. 1 2  小坂菜緒. . 小坂菜緒 公式ブログ. 日向坂46公式サイト. 2018-08-13  [2024-03-01] （日语）.
5. ↑  . natalie. 2017-08-15  [2019-07-06]. （原始内容存档于2019-07-06） （日语）.
6. ↑  . 櫸坂46官方網站 (Seed & Flower合同會社). 2017-08-15  [2020-12-28]. （原始内容存档于2020-11-25） （日语）.
7. ↑  . modelpress. 2017-12-01  [2019-07-06]. （原始内容存档于2019-07-06） （日语）.
8. ↑  . natalie. 2017-12-13  [2019-07-06]. （原始内容存档于2020-12-07） （日语）.
9. ↑  小坂菜緒. . 小坂菜緒 公式ブログ. 日向坂46公式サイト. 2018-03-30  [2024-03-01] （日语）.
10. ↑  . クランクイン！ (ブロードメディア). 2020-05-03  [2023-01-20]. （原始内容存档于2021-04-29） （日语）.
11. 1 2  . modelpress. 2018-05-19  [2019-07-06]. （原始内容存档于2021-02-13） （日语）.
12. ↑  . eltha. oricon ME. 2018-05-22  [2019-07-06]. （原始内容存档于2020-11-25） （日语）.
13. 1 2  . 日刊體育. 2018-05-22  [2019-02-13]. （原始内容存档于2019-04-08） （日语）.
14. ↑  . modelpress. 2018-06-14  [2019-07-06]. （原始内容存档于2020-08-19） （日语）.
15. ↑  . ORICON NEWS. oricon ME. 2018-08-01  [2019-07-06]. （原始内容存档于2020-05-25） （日语）.
16. ↑  . ORICON NEWS. oricon ME. 2018-09-01  [2019-07-06]. （原始内容存档于2019-07-06） （日语）.
17. ↑  . ORICON NEWS. oricon ME. 2018-09-10  [2019-07-06]. （原始内容存档于2019-07-06） （日语）.
18. 1 2  . modelpress. 2018-09-13  [2019-07-06]. （原始内容存档于2019-05-25） （日语）.
19. ↑  . natalie. 2018-11-06  [2019-07-06]. （原始内容存档于2019-07-06） （日语）.
20. ↑  . modelpress. 2019-01-07  [2019-07-06]. （原始内容存档于2019-05-03） （日语）.
21. ↑  . modelpress. 2019-02-11  [2019-07-06]. （原始内容存档于2019-07-06） （日语）.
22. ↑  . ORICON NEWS (oricon ME). 2019-03-04  [2019-07-06]. （原始内容存档于2019-03-04） （日语）.
23. ↑  小坂菜緒. . 小坂菜緒 公式ブログ. 日向坂46公式サイト. 2019-03-05  [2024-03-01]. （原始内容存档于2022-10-21） （日语）.
24. 1 2  . ORICON NEWS (oricon ME). 2019-06-03  [2019-07-06]. （原始内容存档于2019-09-03） （日语）.
25. ↑  . ORICON NEWS (oricon ME). 2019-06-03  [2019-07-06]. （原始内容存档于2020-12-04） （日语）.
26. ↑  . ORICON NEWS (oricon ME). 2019-06-11  [2019-07-06]. （原始内容存档于2019-06-29） （日语）.
27. ↑   [日向坂46第三度擔任中心成員的小坂菜緒「感覺就是想要去做到最好」MV正式公佈]. ORICON NEWS (oricon ME). 2019-08-26  [2019-09-10]. （原始内容存档于2019-09-14） （日语）.
28. ↑  小坂菜緒. . 小坂菜緒 公式ブログ. 日向坂46公式サイト. 2021-03-05  [2024-03-01] （日语）.
29. 1 2  . ORICON NEWS (oricon ME). 2021-03-25  [2021-03-26]. （原始内容存档于2025-03-28） （日语）.
30. ↑  小坂菜緒. . 小坂菜緒 公式ブログ. 日向坂46公式サイト‬. 2021-04-14  [2024-06-30]. （原始内容存档于2025-03-29） （日语）.
31. ↑  . 日刊體育 (日刊體育新聞社). 2024-04-08  [2024-12-06]. （原始内容存档于2025-03-29） （日语）.
32. ↑  . デイリースポーツオンライン (神戸新聞社). 2021-04-08  [2021-04-09]. （原始内容存档于2021-04-08） （日语）.
33. ↑   [小坂菜緒 休養通知]. 日向坂46官方網站 (日向坂46營運委員會). 2021-06-26  [2021-07-17]. （原始内容存档于2021-06-26） （日语）.
34. ↑  小坂菜緒. . 小坂菜緒 公式ブログ. 日向坂46公式サイト. 2021-06-26  [2022-03-04]. （原始内容存档于2025-01-13） （日语）.
35. ↑  小坂菜緒. . 小坂菜緒 公式ブログ. 日向坂46公式サイト. 2021-04-28  [2024-03-04]. （原始内容存档于2021-04-28） （日语）.
36. ↑  . ORICON NEWS (oricon ME). 2021-04-14  [2024-03-01]. （原始内容存档于2021-04-14） （日语）.
. 音楽ナタリー (ナターシャ). 2021-05-06  [2024-03-01]. （原始内容存档于2022-08-14） （日语）.
37. ↑  . 日刊體育 (日刊體育新聞社). 2021-06-07  [2024-05-01]. （原始内容存档于2023-05-30） （日语）.
38. ↑  . ORICON NEW (oricon ME). 2021-07-01  [2021-12-05]. （原始内容存档于2022-01-20） （日语）.
39. ↑  . ORICON NEWS (oricon ME). 2021-11-29  [2021-12-05]. （原始内容存档于2022-10-07） （日语）.
40. ↑  小坂菜緒. . 小坂菜緒 公式ブログ. 日向坂46公式サイト. 2022-03-04  [2022-03-04]. （原始内容存档于2022-03-04） （日语）.
41. ↑  . 日向坂46官方網站 (Seed & Flower合同會社). 2022年3月4  [2023-10-08]. （原始内容存档于2024-11-09） （日语）.
42. ↑  . modelpress. 2022-03-31  [2022-04-01]. （原始内容存档于2023-04-05） （日语）.
43. 1 2   (新闻稿). ファイントゥデイ. 2022-06-13  [2022-06-13]. （原始内容存档于2023-08-20） （日语）.
44. 1 2  . ORICON NEWS (oricon ME). 2023-09-25  [2023-09-27]. （原始内容存档于2023-10-05） （日语）.
45. ↑  小坂菜緒. . 小坂菜緒 公式ブログ. 日向坂46公式サイト. 2023-10-05  [2024-03-01]. （原始内容存档于2024-09-04） （日语）.
46. ↑  . ORICON NEWS (oricon ME). 2024-09-08  [2024-09-08]. （原始内容存档于2024-09-20） （日语）.
47. ↑  . modelpress. 2024-09-15  [2024-09-16]. （原始内容存档于2024-09-30） （日语）.
48. ↑  . MANTANWEB (MANTAN). 2024-11-15  [2024-12-06]. （原始内容存档于2024-12-13） （日语）.
49. 1 2   . Seventeen (集英社). 2024-11-15, (2024年秋冬): 97–103. ISBN 978-4-08-102389-9 （日语）.
50. ↑  . ORICON NEWS (oricon ME). 2024-12-02  [2024-12-02]. （原始内容存档于2025-01-10） （日语）.
51. 1 2  . non-no. 集英社. 2025-03-07  [2025-03-07]. （原始内容存档于2025-04-08） （日语）.
52. ↑  . modelpress. 2025-03-07  [2025-03-07] （日语）.
53. ↑  . FLASH. 2019-05-25  [2019-07-06]. （原始内容存档于2021-01-28） （日语）.
54. ↑  . FLASH. 2017-12-24  [2019-07-06]. （原始内容存档于2021-01-20） （日语）.
55. ↑  . Real Sound (blueprint). 2019-03-15  [2019-07-08]. （原始内容存档于2019-04-03） （日语）.
56. ↑  . BUBKA. 2018-08-01  [2019-07-06]. （原始内容存档于2020-09-29） （日语）.
57. ↑  . ENTAME. 2019-03-22  [2019-07-06]. （原始内容存档于2019-07-06） （日语）.
58. ↑  《平假名推》第20集
59. ↑  . 每日新聞. 2019-06-17  [2019-07-06] （日语）.[]
60. ↑  . Mynavi. 2018-09-13  [2019-07-06]. （原始内容存档于2021-01-20） （日语）.
61. ↑  . 日刊體育. 2018-05-22  [2019-07-06]. （原始内容存档于2019-04-08） （日语）.
62. ↑  . 時事通信社. 2019-06-17  [2019-07-06]. （原始内容存档于2019-07-06） （日语）.
63. ↑  . modelpress. Netnative. 2020-06-14  [2020-09-16]. （原始内容存档于2021-06-22） （日语）.
64. ↑  . エンタMEGA.   [2019-04-13]. （原始内容存档于2021-01-11） （日语）.
65. ↑  . ORICON NEWS (oricon ME). 2019-12-17  [2021-02-03]. （原始内容存档于2019-12-18） （日语）.
66. ↑  . modelpress. 2019-12-17  [2020-09-15]. （原始内容存档于2019-12-19） （日语）.
67. ↑  . DASADA公式サイト. 日本テレビ. 2019-12-17  [2020-09-15]. （原始内容存档于2020-07-23） （日语）.
68. ↑  . modelpress. 2024-09-08  [2024-09-08] （日语）.
69. ↑  . 日刊體育 (日刊體育新聞社). 2018-03-24  [2020-09-23]. （原始内容存档于2020-10-31） （日语）.
70. ↑  . 映画ナタリー. 2020-02-18  [2020-12-28]. （原始内容存档于2020-11-06） （日语）.
71. ↑  . 映画ナタリー (ナターシャ). 2020-04-17  [2020-12-28]. （原始内容存档于2020-10-28） （日语）.
72. ↑  映画『ヒノマルソウル～舞台裏の英雄たち～』公式 [@hinomaru_soul].  (推文). 2020-11-05  [2020-12-28] –Twitter （日语）.
73. ↑  . 映画ナタリー (ナターシャ). 2024-09-11  [2024-09-11]. （原始内容存档于2025-02-19） （日语）.
74. ↑  . ENTAME next (徳間書店). 2019-10-30  [2019-11-02]. （原始内容存档于2023-06-24） （日语）.
75. ↑  小坂菜緒. . 小坂菜緒 公式ブログ. 日向坂46公式サイト‬. 2019-11-16  [2024-06-30]. （原始内容存档于2025-03-29） （日语）.
76. 1 2  . 関西電力 公式サイト. 関西電力.   [2022-12-09]. （原始内容存档于2025-03-28） （日语）.
77. ↑  . ソニー損保 公式サイト. ソニー損害保険. 2021-07-09  [2021-07-12]. （原始内容存档于2025-03-29） （日语）.
78. 1 2 3 4  ソニー損保の自動車保険(公式) [@sonysonpo_jp].  (推文). 2022-05-27  [2023-09-03] –Twitter.
79. ↑  ソニー損保の自動車保険(公式) [@sonysonpo_jp].  (推文). 2024-04-22  [2025-01-28] –Twitter.
80. ↑  ソニー損保の自動車保険(公式) [@sonysonpo_jp].  (推文). 2024-04-22  [2025-01-28] –Twitter.
81. ↑  ソニー損保の自動車保険(公式) [@sonysonpo_jp].  (推文). 2024-10-28  [2025-01-28] –Twitter.
82. ↑  ソニー損保の自動車保険(公式) [@sonysonpo_jp].  (推文). 2025-01-06  [2025-01-28] –Twitter.
83. ↑  ソニー損保の自動車保険(公式) [@sonysonpo_jp].  (推文). 2025-01-14  [2025-01-28] –Twitter.
84. ↑  ソニー損保の自動車保険(公式) [@sonysonpo_jp].  (推文). 2025-01-14  [2025-01-28] –Twitter.
85. ↑  . ORICON MUSIC (oricon ME). 2022-03-14  [2022-11-11]. （原始内容存档于2025-03-29） （日语）.
86. ↑  関西電力グループ [@kanden_official].  (推文). 2022-10-13  [2022-10-13] –Twitter.
87. ↑  . modelpress. 2022-10-13  [2022-10-13]. （原始内容存档于2025-03-29） （日语）.
88. ↑  関西電力グループ [@kanden_official].  (推文). 2023-01-26  [2023-01-26] –Twitter.
89. ↑  . 音楽ナタリー. ナターシャ. 2023-01-26  [2023-01-26]. （原始内容存档于2025-03-29） （日语）.
90. ↑  関西電力グループ [@kanden_official].  (推文). 2023-09-29  [2023-09-30] –Twitter.
91. ↑  . ORICON NEWS (oricon ME). 2024-08-14  [2024-08-14]. （原始内容存档于2025-03-29） （日语）.
92. ↑  . modelpress. 2018-09-16  [2022-05-22] （日语）.
93. ↑  . modelpress. 2019-05-18  [2022-05-22]. （原始内容存档于2023-08-20） （日语）.
94. ↑  . modelpress. 2019-09-28  [2022-05-22]. （原始内容存档于2023-08-20） （日语）.
95. ↑  . modelpress. 2023-05-04  [2023-05-04]. （原始内容存档于2023-05-20） （日语）.
96. ↑  . modelpress. 2023-09-30  [2023-09-30]. （原始内容存档于2023-10-10） （日语）.
97. ↑  . ORICON NEWS (oricon ME). 2024-05-03  [2024-12-08]. （原始内容存档于2024-05-03） （日语）.
98. ↑  . modelpress. 2024-10-19  [2024-10-19] （日语）.
99. ↑  . modelpress. 2018-09-01  [2022-05-22]. （原始内容存档于2023-08-20） （日语）.
100. ↑  . modelpress. 2018-10-06  [2022-05-22]. （原始内容存档于2023-04-05） （日语）.
101. ↑  . modelpress. 2019-01-12  [2022-05-22]. （原始内容存档于2023-08-20） （日语）.
102. ↑  . modelpress. 2019-03-30  [2022-05-22]. （原始内容存档于2023-08-20） （日语）.
103. ↑  . modelpress. 2019-04-20  [2022-05-22]. （原始内容存档于2023-08-20） （日语）.
104. ↑  . modelpress. 2019-09-07  [2022-05-22]. （原始内容存档于2024-11-13） （日语）.
105. ↑  . modelpress. 2019-10-05  [2022-05-22]. （原始内容存档于2023-08-20） （日语）.
106. ↑  . modelpress. 2020-01-11  [2022-05-22]. （原始内容存档于2023-08-20） （日语）.
107. ↑  . modelpress. 2020-02-29  [2022-05-22]. （原始内容存档于2023-08-20） （日语）.
108. ↑  . modelpress. 2020-09-05  [2022-05-22]. （原始内容存档于2023-08-20） （日语）.
109. ↑  . modelpress. 2021-02-28  [2022-05-22]. （原始内容存档于2023-08-20） （日语）.
110. ↑  . modelpress. 2022-09-03  [2022-09-03] （日语）.
111. ↑  . modelpress. 2023-03-04  [2023-03-04]. （原始内容存档于2023-07-02） （日语）.
112. ↑  . modelpress. 2023-09-02  [2023-09-10]. （原始内容存档于2025-02-25） （日语）.
113. ↑  . modelpress. 2024-03-02  [2025-03-04] （日语）.
114. ↑  . modelpress. 2025-02-13  [2025-03-04]. （原始内容存档于2025-03-04） （日语）.
115. ↑  . modelpress. 2025-03-02  [2025-03-04]. （原始内容存档于2025-03-02） （日语）.
116. ↑  . コミックナタリー (ナターシャ). 2021-03-25  [2021-04-02]. （原始内容存档于2025-03-28） （日语）.
117. ↑  小坂菜緒. 藤原宏 , 编.  . 集英社. 2021-06-29: 1-144. ISBN 978-4087900415 （日语）.
118. ↑  . 日向坂46官方網站 (Seed Flower合同會社). 2021-04-15  [2024-04-01]. （原始内容存档于2023-08-20） （日语）.
. 日向坂46官方網站 (Seed Flower合同會社). 2021-05-06  [2024-04-01] （日语）.

## 外部連結
- 日向坂46個人介紹頁（日語）
- 小坂菜緒 官方部落格  - 日向坂46官方網站（2017年12月3日-）（日語）
- 日向坂46小坂菜緒1st寫真集《你是誰？》【公式】的Instagram帳戶（2021年4月15日-）（日語）
- 日向坂46小坂菜緒1st寫真集《你是誰？》【公式】的X（前Twitter）（2021年4月15日-）（日語）
- 小坂 菜緒（日向坂46）的SHOWROOM專頁（日語）